# Arnold Scholten
Arnold Scholten (Bolduque, Países Bajos, 5 de diciembre de 1962) es un exjugador y actual entrenador de fútbol neerlandés. En su etapa como jugador profesional se desempeñaba como centrocampista. Actualmente es el segundo entrenador del Feyenoord sub-17.
Debido a su cabello color rubio claro, Scholten era apodado De Witte Socrates (en español: el Sócrates blanco) por su forma de jugar parecida a la del exfutbolista brasileño Sócrates.

## Clubes

### Como jugador
| Club                | País         | Año       |
| ------------------- | ------------ | --------- |
| FC Den Bosch        | Países Bajos | 1983-1986 |
| AFC Ajax            | Países Bajos | 1986-1990 |
| Feyenoord           | Países Bajos | 1990-1995 |
| AFC Ajax            | Países Bajos | 1995-1997 |
| JEF United Ichihara | Japón        | 1997-1998 |
| FC Den Bosch        | Países Bajos | 1999-2001 |

### Como entrenador
| Club                              | País         | Año       |
| --------------------------------- | ------------ | --------- |
| FC Den Bosch (director técnico)   | Países Bajos | 2001-2002 |
| RKC Waalwijk (juvenil)            | Países Bajos | 2002-2006 |
| Feyenoord (juvenil)               | Países Bajos | 2006-2009 |
| FC Den Bosch (juvenil)            | Países Bajos | 2009-2017 |
| FC Den Bosch (adjunto e interino) | Países Bajos | 2009      |
| Feyenoord sub-19 (asistente)      | Países Bajos | 2017-2020 |
| Feyenoord sub-21                  | Países Bajos | 2019-2020 |
| Feyenoord sub-21 (asistente)      | Países Bajos | 2020-2022 |
| Feyenoord sub-18 (asistente)      | Países Bajos | 2022-2023 |
| Feyenoord sub-17 (asistente)      | Países Bajos | 2023-     |

## Palmarés

### Como jugador

#### Campeonatos nacionales
| Título                        | Club         | País         | Año  |
| ----------------------------- | ------------ | ------------ | ---- |
| Copa de los Países Bajos      | AFC Ajax     | Países Bajos | 1987 |
| Eredivisie                    | AFC Ajax     | Países Bajos | 1990 |
| Copa de los Países Bajos      | Feyenoord    | Países Bajos | 1991 |
| Supercopa de los Países Bajos | Feyenoord    | Países Bajos | 1991 |
| Copa de los Países Bajos      | Feyenoord    | Países Bajos | 1992 |
| Eredivisie                    | Feyenoord    | Países Bajos | 1993 |
| Copa de los Países Bajos      | Feyenoord    | Países Bajos | 1994 |
| Copa de los Países Bajos      | Feyenoord    | Países Bajos | 1995 |
| Supercopa de los Países Bajos | AFC Ajax     | Países Bajos | 1995 |
| Eredivisie                    | AFC Ajax     | Países Bajos | 1996 |
| Eerste Divisie                | FC Den Bosch | Países Bajos | 1999 |
| Eerste Divisie                | FC Den Bosch | Países Bajos | 2001 |

#### Copas internacionales
| Título                | Club     | Sede                     | Año  |
| --------------------- | -------- | ------------------------ | ---- |
| Recopa de Europa      | AFC Ajax | Atenas (Grecia)          | 1987 |
| Supercopa de Europa   | AFC Ajax | Ámsterdam (Países Bajos) | 1995 |
| Copa Intercontinental | AFC Ajax | Tokio (Japón)            | 1995 |